# Bahnstrecke Neuwittenbek–Kiel Schusterkrug
| Bahnhof Neuwittenbek vor dem Umbau 2018 mit Formsignalen, rechts Richtung Voßbrook |                      |                                  |                                  |
| Streckennummer: | 9104                 |                                  |                                  |
| Streckenlänge: | 11 km                |                                  |                                  |
| Spurweite: | 1435 mm (Normalspur) |                                  |                                  |
| Streckengeschwindigkeit: | 60 km/h              |                                  |                                  |
| |                      |                                  |                                  |
| \| \| \| Militärgelände Voßbrook \| \| \| \| \| \| \| \| \| \| Ladestelle Lindenau-Werft \| \| \| \| \| Gewerbegebiet „StrandOrt“ \| \| \| \| 11 \| Ladestelle Schusterkrug \| Ladestelle Schusterkrug \| \| \| 8 \| Altenholz \| Altenholz \| \| \| 3 \| Rathmannsdorf \| Rathmannsdorf \| \| \| \| von Flensburg \| \| \| \| 0 \| Neuwittenbek (früher Pers.-Halt) \| Neuwittenbek (früher Pers.-Halt) \| \| \| \| nach Kiel Hbf \| \| |                      |                                  |                                  |
| Betriebs-/Güterbahnhof Streckenanfang |                      | Militärgelände Voßbrook          | Militärgelände Voßbrook          |
| Strecke von links · Abzweig geradeaus und nach rechts |                      |                                  |                                  |
| Blockstelle · Strecke |                      | Ladestelle Lindenau-Werft        | Ladestelle Lindenau-Werft        |
| Betriebs-/Güterbahnhof Streckenende · Strecke |                      | Gewerbegebiet „StrandOrt“        | Gewerbegebiet „StrandOrt“        |
| Blockstelle | 11                   | Ladestelle Schusterkrug          | Ladestelle Schusterkrug          |
| ehemaliger Bahnhof | 8                    | Altenholz                        | Altenholz                        |
| ehemalige Blockstelle | 3                    | Rathmannsdorf                    | Rathmannsdorf                    |
| Abzweig geradeaus und von rechts |                      | von Flensburg                    | von Flensburg                    |
| Dienststation / Betriebs- oder Güterbahnhof | 0                    | Neuwittenbek (früher Pers.-Halt) | Neuwittenbek (früher Pers.-Halt) |
| Strecke |                      | nach Kiel Hbf                    | nach Kiel Hbf                    |

Die Bahnstrecke Neuwittenbek–Kiel Schusterkrug wurde am 13. Oktober 1923 als Kleinbahn Neuwittenbek–Voßbrook eröffnet, sie dient dem Güterverkehr seit 23. Oktober 1923.

## Betreiber
Am 1. August 1947 übernahmen die Hafen- und Verkehrsbetriebe der Stadt Kiel die Betriebsführung der Strecke. Am 1. März 1953 wechselte die Betriebsführung zur Maschinenbau Kiel, um am 7. Juni 1960 wieder an die Hafen- und Verkehrsbetriebe überzugehen.
Die Verlängerung zum MaK-Werk (lange Vossloh, heute Transformation zum Gewerbegebiet „StrandOrt“) in Kiel-Friedrichsort ist als nicht öffentliches Anschlussgleis ausgeführt. Die Strecke wurde gebaut, um das damals zur DWK gehörende MaK-Werk an das Schienennetz anzuschließen. Zuvor wurden die Loks von DWK per Fähre zum Kieler Hauptbahnhof gebracht.
Die aus den Hafen- und Verkehrsbetrieben der Landeshauptstadt Kiel hervorgegangene Seehafen Kiel GmbH & Co. KG ist seit 1996 der Eigentümer der Strecke. Seit 2006 ist die Strecke Schusterkrug–Friedrichsort eine Anschlussbahn.
2021 wurden die Streckenabschnitte in Holtenau und Friedrichsort für rund 1,3 Millionen Euro instand gesetzt. Anschließend wurde bekannt, dass sich das Bahnunternehmen ZET im Industriegebiet StrandOrt ansiedelt.

## Bilder

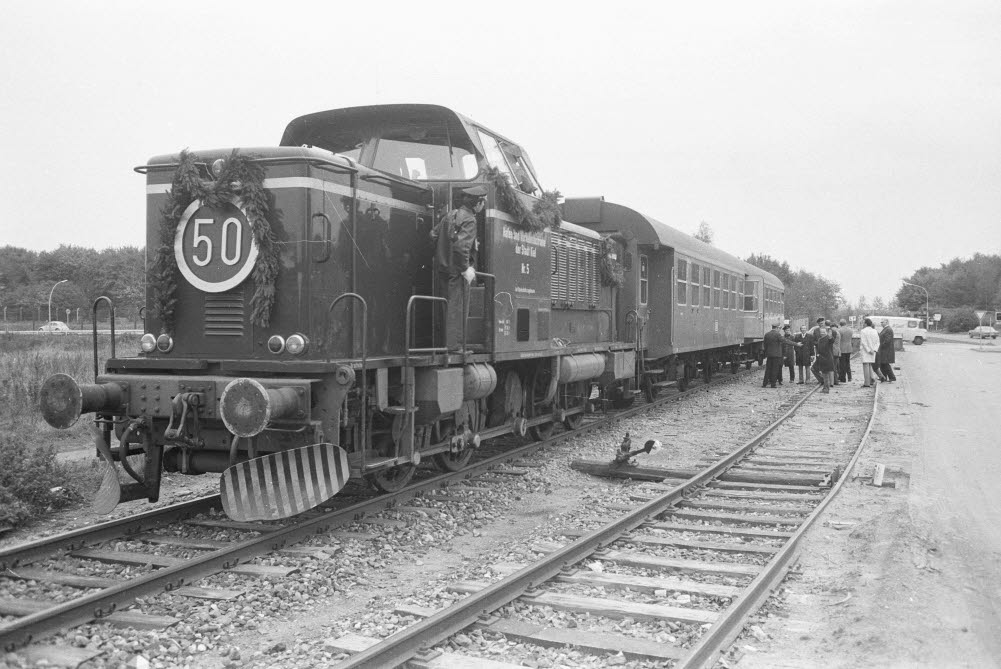
Sonderzug zum 50-jährigen Bestehen
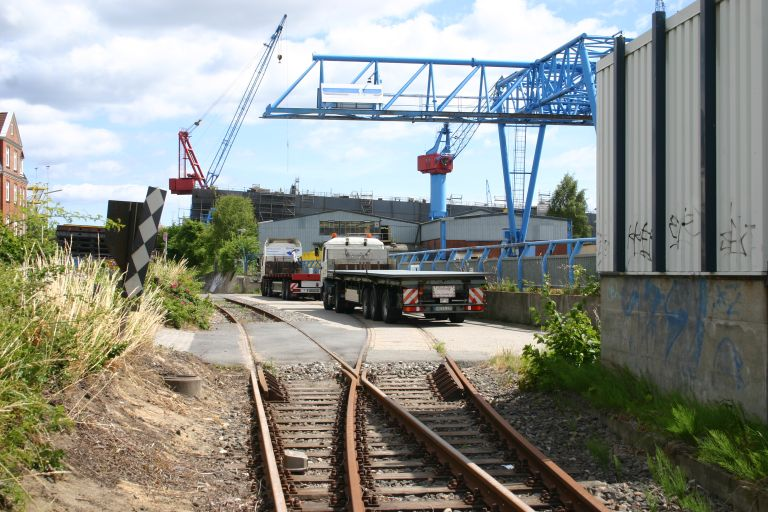
Ladestelle Lindenau-Werft
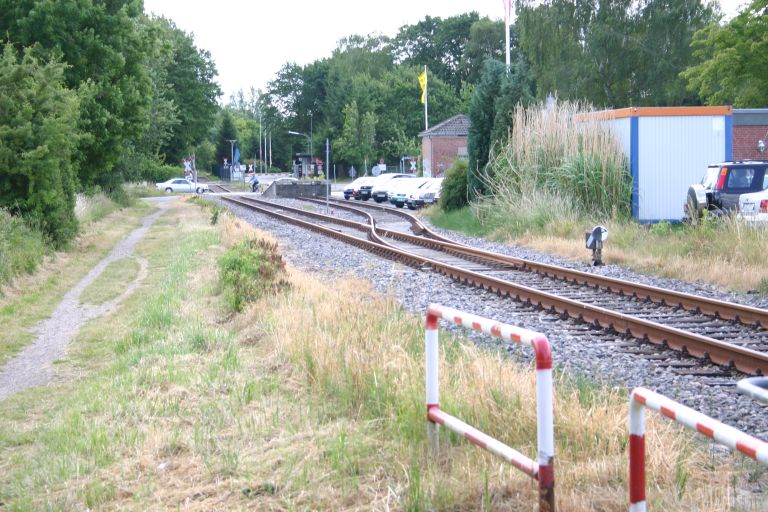
Ladestelle Schusterkrug, im Hintergrund die Einfahrt zum (ehemaligen) Militärgelände Voßbrook

## Streckenführung
Die Strecke beginnt im Bahnhof Neuwittenbek an der Bahnstrecke Kiel–Flensburg. Es folgt die ehemalige Ladestelle Rathmannsdorf. Auf dem Abschnitt bis Altenholz finden häufig Probefahrten fabrikneuer Lokomotiven statt.
Nach einer Rechtskurve erreicht der Zug die Ladestelle Schusterkrug (mit Laderampe), die zum Stadtteil Holtenau gehört.
Direkt dahinter führt die Strecke in das ehemalige Militärgelände Voßbrook. Hier liegt eine Spitzkehre, in der die Loks umsetzen müssen.
Nachdem das ehemalige Militärgelände wieder verlassen ist, führt das Gleis direkt an der Straße entlang und passiert die Ladestelle der Lindenauwerft.
Nach der Durchfahrt durch Friedrichsort erreicht der Zug das ehemalige Vossloh-Werkgelände.